# Versace (сингл)
«Versace» — дебютний сингл американського реп-гурту Migos, виданий 1 жовтня 2013. Пісню виконують Quavo, Takeoff і Offset. Стала вірусною й посіла 99-ту сходинку Billboard Hot 100. У записі офіційного реміксу взяв участь Дрейк. Останній виконав трек на фестивалі iHeartRadio 2013. Свій ремікс і кліп також оприлюднив професійний боксер Едріен Бронер.

## Відеокліп
Прем'єра кліпу, зрежисованого Ґебріелом Гартом, відбулась 30 вересня 2013. У ньому показано Migos та Zaytoven у розкішному маєтку в одязі й з аксесуарами Versace. Відео також містить уривок з другого окремку гурту «Hannah Montana». Станом на березень 2015, кліп мав понад 10 млн переглядів на YouTube.

## Відгуки
«Versace» потрапив до численних рейтингів наприкінці 2013 року. Diplo додав трек до своєї підбірки на BBC Radio 1 за 2013.
| Рік  | Публікація    | Позиція | Країна | Список                                |
| ---- | ------------- | ------- | ------ | ------------------------------------- |
| 2013 | XXL           | 3       | США    | «25 найкращих пісень 2013»            |
| 2013 | Complex       | 4       | США    | «50 найкращих пісень 2013»            |
| 2013 | SPIN          | 5       | США    | «50 найкращих пісень 2013»            |
| 2013 | Pitchfork     | 38      | США    | «Топ-100 треків 2013»                 |
| 2013 | Rolling Stone | 69      | США    | «100 найкращих пісень 2013»           |
| 2013 | Billboard     | 99      | США    | «R&B/Hip-Hop Songs» (Наприкінці року) |

## Чартові позиції
| Чарт (2013)                             | Найвища позиція |
| --------------------------------------- | --------------- |
| США (Billboard Hot 100)                 | 99              |
| США (Hot R&B/Hip-Hop Songs) (Billboard) | 31              |

## Сертифікації
| Країна | Сертифікація | Наклад   |
| ------ | ------------ | -------- |
| США    | Золотий      | 500 тис. |

## Історія виходу
| Країна | Дата          | Формат               | Лейбл                 |
| ------ | ------------- | -------------------- | --------------------- |
| США    | 1 жовтня 2013 | Цифрове завантаження | Quality Control Music |